# Bataille de Dornach (1914)
Pour les articles homonymes, voir Bataille de Dornach.
Première Guerre mondiale
Batailles
Front d'Europe de l’Ouest
- Liège (8-1914)
- Namur (8-1914)
- Frontières (8-1914)
- Anvers (9-1914)
- Grande Retraite (9-1914)
- Marne (9-1914)
- Course à la mer (9-1914)
- Yser (10-1914)
- Messines (10-1914)
- Ypres (10-1914)
- Givenchy (12-1914)
- 1re Champagne (12-1914)
- Hartmannswillerkopf (1-1915)
- Neuve-Chapelle (3-1915)
- 2e Ypres (4-1915)
- Colline 60 (4-1915)
- Artois (5-1915)
- Festubert (5-1915)
- Quennevières (6-1915)
- Linge (7-1915)
- 2e Artois (9-1915)
- 2e Champagne (9-1915)
- Loos (9-1915)
- Verdun (2-1916)
- Redoute Hohenzollern (3-1916)
- Hulluch (4-1916)
- 1re Somme (7-1916)
- Fromelles (7-1916)
- Arras (4-1917)
- Vimy (4-1917)
- Chemin des Dames (4-1917)
- 3e Champagne (4-1917)
- 2e Messines (6-1917)
- Passchendaele (7-1917)
- Cote 70 (8-1917)
- 2e Verdun (8-1917)
- Malmaison (10-1917)
- Cambrai (11-1917)
- Bombardements de Paris (1-1918)
- Offensive du Printemps (3-1918)
- Lys (4-1918)
- Aisne (5-1918)
- Bois Belleau (6-1918)
- 2e Marne (7-1918)
- 4e Champagne (7-1918)
- Château-Thierry (7-1918)
- Le Hamel (7-1918)
- Amiens (8-1918)
- Cent-Jours (8-1918)
- 2e Somme (9-1918)
- Bataille de la ligne Hindenburg
- Meuse-Argonne (10-1918)
- Cambrai (10-1918)

Front italien
Front d'Europe de l’Est
Front des Balkans
Front du Moyen-Orient
Front africain
Bataille de l'Atlantique
Le 19 août 1914, au début de la Première Guerre mondiale, la bataille de Dornach oppose les Allemands et les Français dans le quartier de Dornach à Mulhouse, ville alors incorporée au Reich de Guillaume II depuis la défaite française de 1870.

## Le contexte
Après l'offensive française en Haute-Alsace, lancée le 7 août 1914, les troupes du général Bonneau sont entrées à Mulhouse dès le lendemain après une première bataille ; peu après, elle doivent se replier lors d'une contre-attaque des XIVe et XVe corps d'armées allemands. Le 10 août, les Allemands occupent à nouveau Mulhouse.

## Les faits
Le 18 août, les troupes françaises reprennent l'offensive. Allemands et Français se retrouvent face à face à Dornach dès le lendemain matin. La bataille de Dornach, encore appelée deuxième bataille de Mulhouse
, s'engage.
C'est dans ce nouveau faubourg de Mulhouse, où se trouvent des villas, des jardins, des murs, des haies, que la résistance allemande à l'attaque française est la plus intense. Pour ralentir l'avance française, les Allemands tendent des fils électrifiés. L'artillerie française, sous le commandement du colonel Nivelle, commandant du 5e régiment d'artillerie de campagne, envoie un grand nombre d'obus sur les maisons de Dornach pour soutenir l'avancée de son infanterie.
Les 35e, 42e, 44e et 60e régiments d'infanterie de la 14e Division se distinguent particulièrement ainsi que les sapeurs du 4e Génie.
Le 19 août vers 17 heures, les troupes françaises reprennent possession de Mulhouse. On relève alors des centaines de morts et de blessés des deux côtés. Les troupes françaises font un millier de prisonniers. La 8e division de cavalerie fait reculer les Allemands jusqu'à Ensisheim, à 20 kilomètres au nord de Mulhouse.

## Les suites de la bataille
Pour éviter l'encerclement, les troupes françaises abandonnent Mulhouse le 25 août 1914 et le front se stabilisera ensuite pour le restant de la guerre sur une ligne Pfetterhouse - Altkirch - Thann - Hartmannswillerkopf - Munster - Col du Linge - Col du Bonhomme. Il faudra alors attendre le 17 novembre 1918 pour assister à l'entrée des troupes françaises victorieuses du général Hirschauer à Mulhouse.